# Yokozuna
Yokozuna é o título dado ao sumotori (lutador de sumô) que alcançou o grau mais alto do tradicional esporte japonês.
Para que um sumotori possa se tornar um Yokozuna, este deve antes passar pelos graus de Jonokuchi, Jonidan, Sandanme, Makushita, Juryo, Maegashira, Komusubi, Sekiwake e Ozeki. Este caminho é árduo, onde poucos conseguem sequer chegar à primeira divisão (makuuchi) e ao ranking de Ozeki ("grande lutador" em japonês). Apenas 73 lutadores conseguiram se tornar Yokozuna na história do sumô.
Um Ozeki é promovido a Yokozuna quando consegue ser campeão em dois torneios consecutivos e também deve ter aprovação do comitê de julgamento da Associação Japonesa de Sumô (Nihon Sumo Kyokai em japonês).
São realizados 6 torneios por ano no Japão: 3 em Tóquio, 1 em Osaka, 1 em Fukuoka e outro em Nagoya.
Cada torneio tem a duração de 15 dias, nos quais os sumotoris lutam entre si. Aquele que tiver o maior número de vitórias é sagrado campeão do torneio.